# Golpe de Estado na Bolívia em 1934
O Golpe de Estado na Bolívia de 1934, coloquialmente conhecido como Corralito de Villamontes, foi um golpe militar na Bolívia que depôs o presidente Daniel Salamanca em meio à Guerra do Chaco. Dois dias antes do golpe, Salamanca e sua delegação presidencial chegaram ao quartel-general de Villamontes com a intenção de destituir o general Enrique Peñaranda do cargo de comandante-em-chefe das Forças Armadas e substituí-lo pelo general José Leonardo Lanza. Em resposta, em 27 de novembro de 1934, o alto comando do exército ordenou que um grupo de oficiais militares liderados pelo capitão Germán Busch prendesse o presidente e forçasse sua renúncia.
Após o golpe, os militares resolveram permitir que o vice-presidente José Luis Tejada Sorzano assumisse a presidência para supervisionar a conclusão da Guerra do Chaco. O golpe também teve como efeito a anulação das eleições gerais de 1934, ocorridas algumas semanas antes. O mandato de Tejada Sorzano foi prorrogado duas vezes antes dele próprio ser deposto em outro golpe de Estado em maio de 1936.

## Antecedentes
O final de 1934 marcou uma acentuada deterioração do mandato do presidente Daniel Salamanca. Ao longo da Guerra do Chaco, o esforço de guerra boliviano foi prejudicado por um amargo conflito entre o governo e o alto comando das forças armadas sobre as questionáveis decisões militares de Salamanca. Imediatamente no início da guerra, em junho de 1932, a tentativa de Salamanca de substituir o general Filiberto Osorio pelo general José Leonardo Lanza como comandante-em-chefe do exército foi bloqueada pelo coronel David Toro, que incitou seu superior, o general Carlos Quintanilla, em rejeitar a nomeação. Tal insubordinação absoluta em tempos de guerra poderia facilmente ter merecido uma corte marcial ou até mesmo uma execução, porém não apenas foi permitida por Salamanca, mas também mantida, estabelecendo um precedente que encorajou o exército a continuar testando a autoridade do presidente.

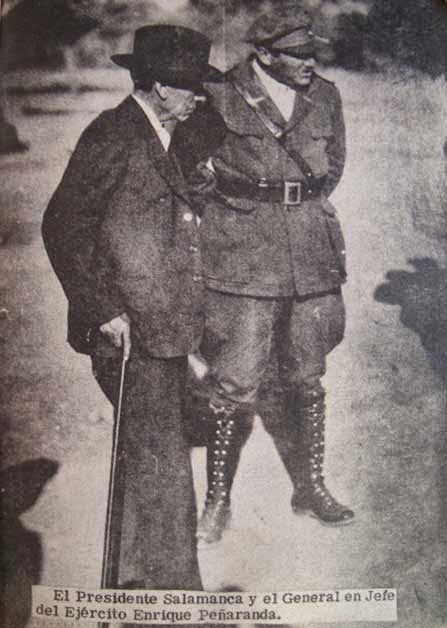
O Presidente Salamanca com o General Peñaranda no Chaco.

Esta permanente falta de cooperação entre o governo de La Paz e os militares com sede em Samayhuate, Villamontes, irrompeu em uma crise política em agosto de 1934. Nesse mês, Salamanca solicitou a transferência do coronel Felipe M. Rivera, chefe de gabinete do comando superior, ao posto de chefe do Estado Maior Auxiliar em La Paz para reorganizar os serviços de retaguarda, substituindo-o no terreno pelo Coronel Bernardino Bilbao Rioja. O general Enrique Peñaranda, comandante-em-chefe das Forças Armadas, inicialmente atrasou o cumprimento da ordem. Na segunda quinzena de setembro, ele indicou ao ministro da Guerra, Luis Fenando Guachalla, que havia "resistência obstinada" à apresentação de Bilbao Rioja ao Estado-Maior. Esta resistência vinha sem dúvida de Toro, que em 1930 havia sido membro do governo deposto por uma junta militar da qual fazia parte Bilbao Rioja. Peñaranda indicou que a nomeação de Bilbao Rioja colocaria em risco a unidade do exército e solicitou que Rivera fosse preservado por mais um mês enquanto Peñaranda trabalhava para acalmar as rivalidades entre os oficiais.
Após um mês de inação contínua, Salamanca se encontrou com Peñaranda em Tarija em 23 de setembro. Naquele mesmo dia, Salamanca recebeu relatórios envolvendo conjecturas sobre um golpe potencialmente iminente. Com isso, a reunião foi tensa, com o presidente fazendo acusações de insolência e insubordinação ao general. O discurso atingiu seu clímax quando o próprio Peñaranda começou a levantar a voz, levando o filho do presidente, Rafael Salamanca, a intervir, brandindo seu revólver. Apesar de estar em clara desvantagem, Peñaranda convenceu Salamanca a não apenas preservar, mas estender indefinidamente a presença de Rivera no Estado-Maior. Rivera, por sua vez, lançou uma invectiva contra o coronel Ángel Rodríguez e no dia seguinte ficou resolvido que ele deveria ser substituído.
De Tarija, a delegação presidencial viajou para Samayhuate. Lá, Salamanca foi recebido  com frieza, beirando a recepção hostil entre o comando militar. A aversão a ele era tão grande que, apesar da própria impopularidade de Rodríguez, começaram a se formar resistências à sua remoção. Salamanca finalmente retornou a La Paz sem que nenhum de seus objetivos tenha sido alcançado. Guachalla observou que "o presidente, indubitavelmente irritado com tantos contratempos, deixou [Peñaranda] com plena liberdade para fazer o que lhe convinha. Não escapou a vários de nós que o Coronel David Toro não foi tocado [...]. Ele era o líder político do Exército [...]”.
O desastre final na relação entre Salamanca e as Forças Armadas ocorreu na segunda semana de novembro de 1934. Na Batalha de El Carmen, o exército paraguaio executou uma das manobras mais bem-sucedidas estratégica e taticamente de toda a guerra. Cerca de 3.000 soldados bolivianos e a fortaleza Ingavi foram capturados, deixando o exército boliviano com uma lacuna quase impossível de recuperar em suas linhas de frente. A desastrosa situação militar também representou uma crise política para o governo. Como resultado, jornais importantes como El Diario e La Razón começaram a questionar abertamente a política de guerra de Salamanca. Foi a gota d'água para o presidente, que resolveu viajar pessoalmente ao Chaco e demitir o alto comando.

## Ocorralito

### Intriga em Samayhuate
Salamanca partiu de La Paz para Villamontes em 21 de novembro de 1934. Acompanhando-o estava uma delegação presidencial composta por seu filho, Hernán; o vice-presidente eleito Rafael de Ugarte, seu cunhado; Ministro de Governo José Antonio Quiroga; e Ministro da Guerra Demetrio Canelas. Eles foram adicionalmente acompanhados por assessores militares e oito policiais.. A delegação, reunida por Lanza e Miguel Candía, chegou no dia 25 de novembro com o objetivo de remover Peñaranda e Rivera, substituindo-os por Lanza e o tenente-coronel Luis Añez.
 

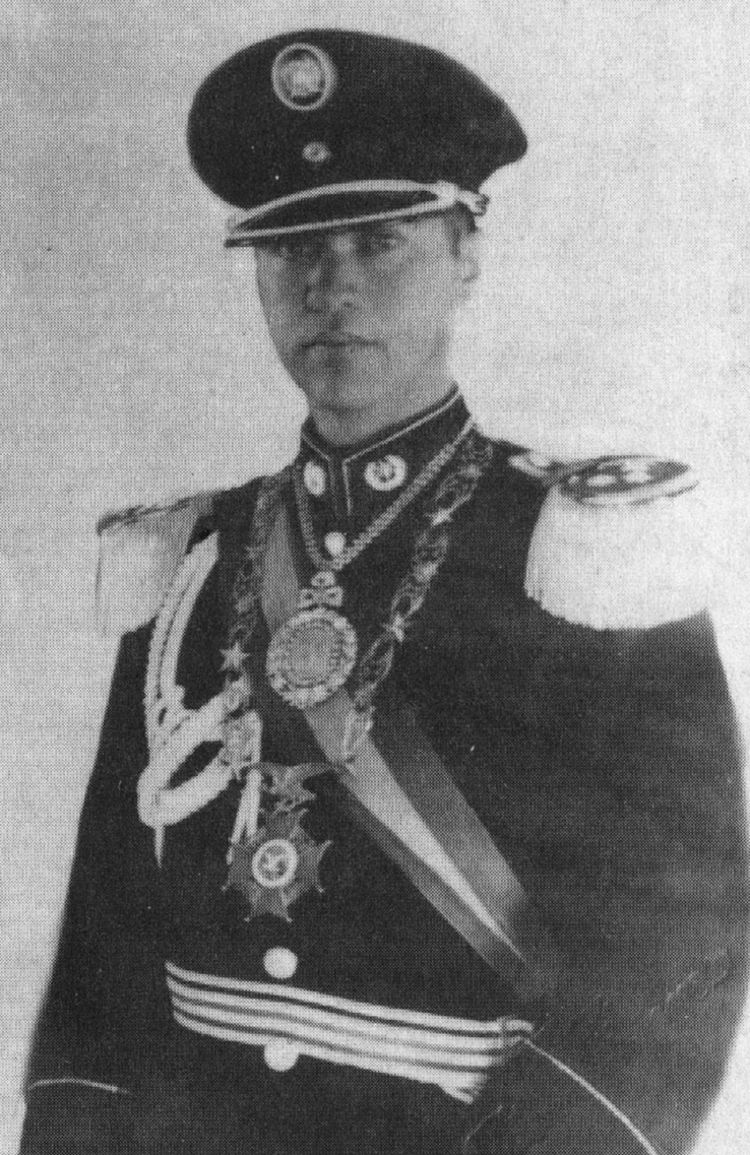
Germán Busch deu o golpe em campo.

O conhecimento das intenções de Salamanca imediatamente provocou intrigas entre o alto comando cessante. Naquela noite, Salamanca, Lanza e três ministros jantaram com Germán Busch e Añez. Embora a conversa tenha permanecido cordial, os dois oficiais desejavam depor Salamanca, mas foram impedidos por Peñaranda, que relutou em agir. Na noite de 26 de novembro, Peñaranda se reuniu com o general Julio Sanjinés, os coronéis Rivera e Víctor E. Serrano e o capitão Busch, tendo como testemunha o historiador militar Julio Díaz Arguedas. Díaz Arguedas conta que Busch declarou a Peñaranda que os militares "não permitirão que esses políticos o insultem e o desconsiderem da maneira como estão fazendo, porque só nós sabemos das dificuldades que você passou na campanha" e solicitou ao general "autorização para que possamos prendê-los e expulsá-los das posições imerecidas que ocupam".

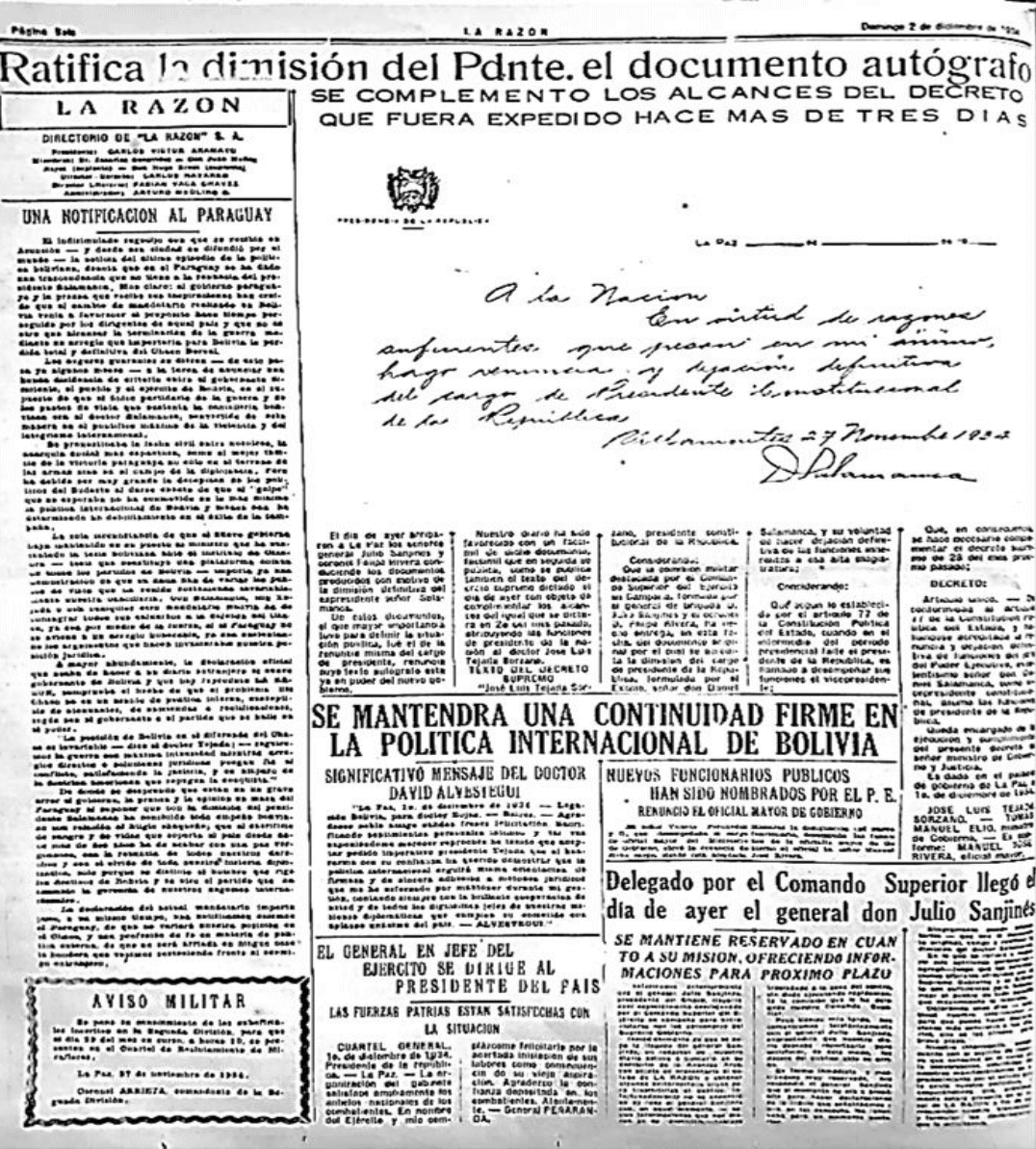
A renúncia do presidente Salamanca, noticiada pelo jornal La Razón, 2 de dezembro de 1934.

Ao final da reunião, a demissão de Peñaranda foi considerada um "ultraje contra todo o exército" e o alto comando decidiu depor Salamanca no dia seguinte. Os autores do golpe incluíram três generais: Enrique Peñaranda, Julio Sanjinés e Adalid Tejada; sete coronéis: Felipe M. Rivera, Ángel Rodríguez, Enrique Frías, Victorino Gutiérrez, Miguel Alaiza, Néstor Montes e Heriberto Ariñez; seis tenentes-coronéis: Jorge Jordán, Víctor E. Serrano, Alfredo Santalla, Enrique Vidaurre, Luis Añez e Julio Díaz Arguedas; assim como Germán Busch, Raúl Tardío e o Tenente Roberto Ramallo. Notavelmente ausente estava Toro, que não participou nem do planejamento nem da execução do golpe.
Em uma trágica reviravolta, o próprio Peñaranda escreveu mais tarde que "[...] não pretendia permanecer na posição de general-em-chefe; teria renunciado se não fosse a insistência dos chefes e oficiais para que eu ficasse". Ele acrescentou: "O presidente poderia ter me dispensado do meu cargo de La Paz; eu teria cumprido imediatamente esta ordem, pedindo apenas que o comando do regimento 'Loa' fosse retido de mim".

### Putschna casa Staudt
Na madrugada de 27 de novembro, Rivera ordenou que fossem trazidos três caminhões com tropas do 4.º Grupo de Artilharia. Enquanto isso, duas peças de artilharia foram montadas para dispararem contra a casa dos Staudt onde residia o presidente. Tropas sob o comando de Busch cercaram as imediações com metralhadoras colocadas no jardim, apontadas para dentro pelas janelas. Busch foi recebido na porta da frente por Lanza e Canelas, este último ainda de pijamas. Lanza conta que "com frases apropriadas fiz algumas reflexões ao Major Busch, ordenando-lhe que reunisse as suas tropas e as trouxesse para o local que ocupávamos. O major curvou a cabeça e depois de um pouco de hesitação obedeceu à ordem".
Diante do fato consumado, Salamanca ditou sua carta de demissão a Ugarte. Dizia: "À Nação: Em virtude de razões inerentes que pesam em minha mente, renuncio e abandono definitivamente o cargo de Presidente Constitucional da República". O acréscimo de "abandono definitivamente" à carta foi uma frase ditada especificamente pelos conspiradores.

## Consequências

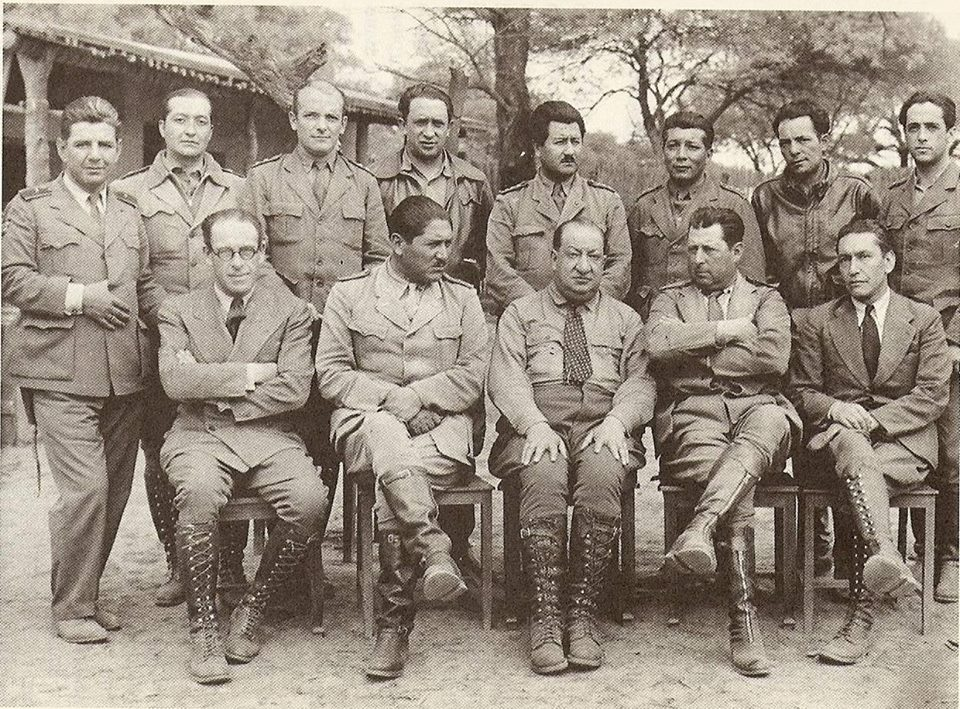
Presidente Tejada Sorzano sentado com Peñaranda e outros oficiais.

Logo após a deposição de Salamanca, os conspiradores Peñaranda, Sanjinés, Rivera, Rodríguez e Busch, acompanhados por 14 outros oficiais, deliberaram sobre como assumir o poder mantendo um verniz de legalidade. O temor do não reconhecimento do novo governo por parte das nações vizinhas, em cujas mãos estavam as negociações de paz, foi um fator levado em consideração. Depois de debater e discutir todas as opções viáveis, decidiu-se finalmente que o vice-presidente José Luis Tejada Sorzano seria autorizado a assumir o cargo, com a inclusão de três ministros militares em seu gabinete.
Em 28 de novembro, Tejada Sorzano assumiu o cargo de presidente interino. Em 1 de dezembro, uma Comissão Militar nomeada pelo alto comando, composta pelo General Julio Sanjinés e pelo Coronel Felipe M. Rivera, chegou a La Paz e entregou o documento original contendo a renúncia de Salamanca, após o qual o artigo 77 da Constituição foi oficialmente promulgado e Tejada Sorzano foi nomeado Presidente Constitucional da República.
É notável que a conspiração para derrubar Salamanca "não era partidária e, em segundo lugar, não havia nenhum líder guiando a conspiração. O resultado transitório não foi a conquista do poder, mas o reconhecimento de uma sucessão constitucional". No entanto, o golpe foi uma ferida mortal no sistema político tradicional que governou por décadas e preparou o terreno para sua posterior derrocada em 1936 e sua dissolução permanente após a Revolução Nacional de 1952.